# Herb gminy Zławieś Wielka
Herb gminy Zławieś Wielka – jeden z symboli gminy Zławieś Wielka, ustanowiony 26 kwietnia 2002.

## Wygląd i symbolika
Herb przedstawia na tarczy w polu czerwonym anioła w błękitnej szacie, ze złotymi włosami i srebrnymi skrzydłami, trzymającego w dłoniach złoty kłos zboża. Jest to nawiązanie do herbu Torunia oraz rolniczego charakteru gminy.